# Emanuel-Iuliu Havrici
Emanuel-Iuliu Havrici (n. 19 ianuarie 1979) este un deputat român, ales în 2016.